# Barrio de San Cristóbal (Mérida, Yucatán)

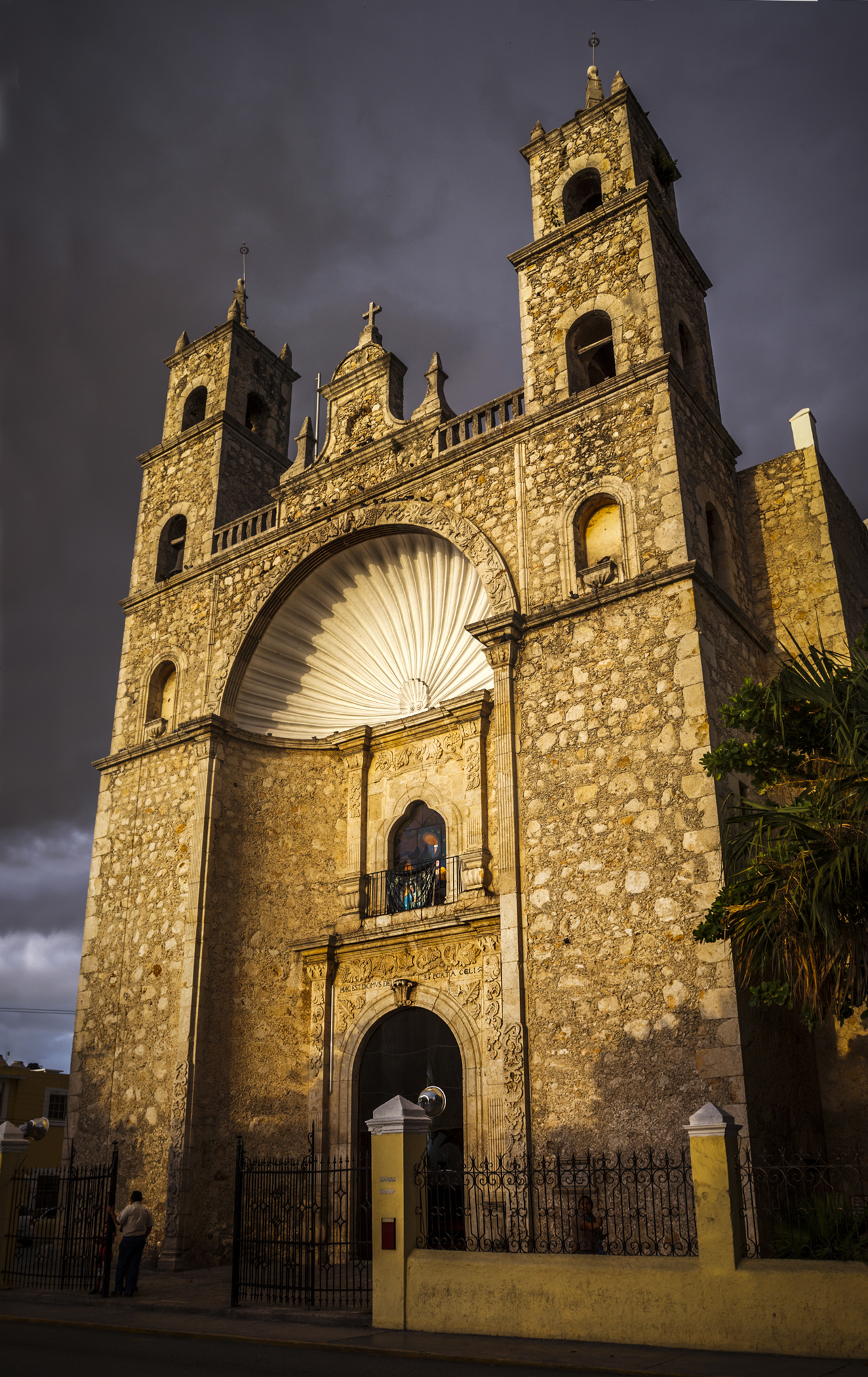
Iglesia Guadalupana en el parque de San Cristóbal.

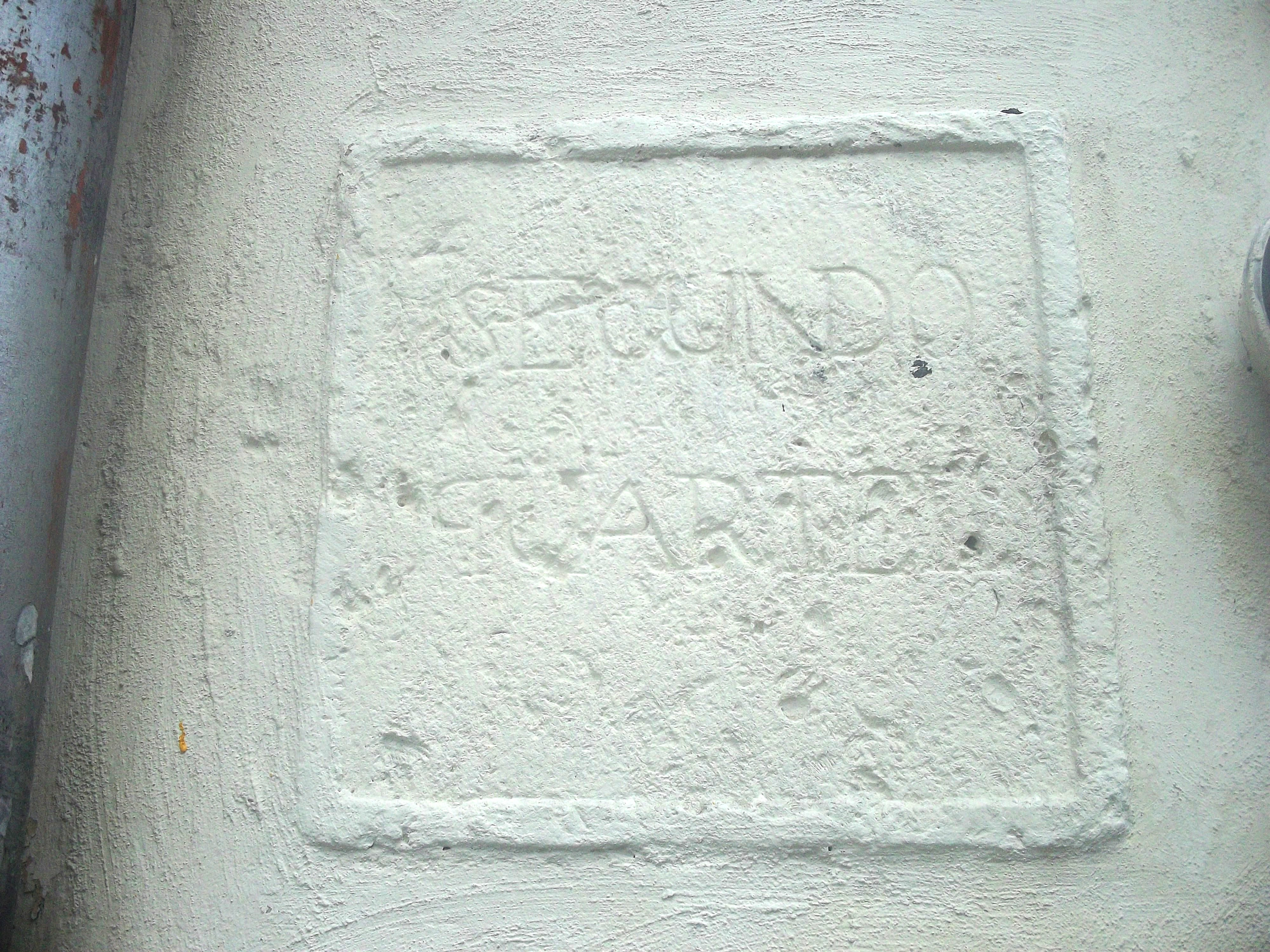
El Barrio de San Cristóbal se encuentra en el antiguo Segundo Cuartel (zona SE) de la ciudad de Mérida.

El barrio de San Cristóbal en Mérida, Yucatán, México es uno de los barrios históricos de la ciudad en donde se concentró originalmente a la población mexica y tlaxcalteca traída a la Ciudad Blanca, como se denominó a Mérida después de su fundación en el siglo XVI (1542), en apoyo a la conquista de Yucatán.

## Datos históricos
El mote de Ciudad Blanca deriva, según investigaciones del historiador Michel Antochiw Kolpa, no por el encalado con que solían pintarse sus muros y fachadas desde la época colonial hasta entrado el siglo XX, usándose para ello la cal derivada de la cocción del carbonato de calcio proveniente de la piedra caliza abundantísima en la región, ni tampoco por la proverbial limpieza de la Ciudad, sino de un hecho que se remonta a la fundación de la Ciudad en 1542: Los Montejo padre, hijo y sobrino, conquistadores de Yucatán y fundadores de Mérida, así como sus acompañantes coetáneos y aun después, a lo largo del primer siglo que siguió a la conquista, quisieron por razones de seguridad y de fundado temor, ante la rebeldía pertinaz de los mayas que nunca pudo abatirse totalmente (según lo demuestra la rebelión de Jacinto Canek a mediados del siglo XVIII y la cruenta y prolongada Guerra de castas estallada en 1848 y no concluida sino hasta empezado el siglo XX), hacer una ciudad Blanca, esto es, para los blancos. Esa fue su intención y su diseño original (de ahí las puertas de acceso a la ciudad más allá de las cuales estaban los barrios de indios, que más tarde serían desbordados por el crecimiento demográfico). 
Más tarde pudo comprobarse que era más fuerte la necesidad de los conquistadores de tener cerca la mano de obra requerida por la siempre creciente mancha urbana, que su deseo inicial de permanecer étnicamente puros, aislados y protegidos en el espacio urbano creado sobre las ruinas de la vieja ciudad maya de Ichcaanzihó (T'Hó).

## El barrio
Junto con la Ermita de Santa Isabel, el Barrio de Santiago, Barrio de Santa Ana, el Barrio de San Sebastián, el Barrio de San Juan y el Barrio de la Mejorada, marcaba los límites de la Mérida destinada a la población de blancos o seleccionada por los blancos durante la época colonial.
En la actualidad el barrio de San Cristóbal es uno de los más representativos de la ciudad al ser su tradicional parroquia sede de los festejos a la Virgen de Guadalupe.
Es el barrio más grande en dimensiones y el más habitado del Centro Histórico, lo que lo dota de una gran vitalidad comunitaria que se manifiesta durante los festejos anuales religiosos, que congregan a prácticamente a toda su población y que inciden en el resto de la capital yucateca.

## Historia
San Cristóbal fue en sus orígenes poblado por blancos y por mexicanos o tlaxcaltecas, traídos como apoyo a la conquista de Francisco de Montejo y después, conforme se fue desarrollando la población, por criollos. Estos indios a quienes se destinó originalmente el barrio gozaban de ciertas prerrogativas por su participación en la conquista, como la de no pagar tributos. Tal derecho les fue quitado, sin embargo, al poco tiempo por el gobernador Diego Quijada y aunque ellos protestaron no lograron recuperar la canonjía. 
A cinco cuadras de la Plaza Principal, sobre uno de los cerros que había en T'Hó, en donde se había instalado el barrio de San Cristóbal, fue establecido poco tiempo después de culminada la conquista, un gran convento de la orden de San Francisco. Este sitio había sido seleccionado por el fundador de Mérida, Francisco de Montejo, el mozo, para construir un fuerte que defendiera a la ciudad de posibles ataques de los indígenas mayas. Más tarde en, 1669, en la administración del gobernador Rodrigo Flores de Aldana, los españoles llevaron al cabo el proyecto de Montejo y construyeronn el fuerte de San Benito encerrando en sus gruesos muros al convento grande de los franciscanos. 
Al principio, se establecieron tres puertas, una de ellas para los militares, otra para los clérigos y una más para la administración de la parroquia, pero al poco tiempo los militares aduciendo motivos de seguridad tapiaron dos de las puertas forzando la entrada de todos por la única puerta que quedó en uso. La misma puerta tuvieron que usar los habitantes del barrio y los indios que pertenecían a la parroquia de San Cristóbal. Tal situación prevaleció hasta muy entrado el siglo XVIII.
Hacia fines de la época colonial en los albores del siglo XIX, ya se habían asentado en el barrio muchos criollos y a finales del siglo, un buen porcentaje de la sirio-libanesa que se dio en la Península de Yucatán, encontró ahí lugar adecuado para establecer su vivienda y sus negocios. A principios del siglo XX, ya bajo el gobierno de Olegario Molina Solís, las calles del barrio fueron adoquinadas y se acondicionó el parque con bancas y jardinería, siendo formalmente inaugurado para el centenario de la independencia de México el 5 de mayo de 1910.

## Iglesia de San Cristóbal
La iglesia actual (Santuario Guadalupano), que se ubica en la calle 50, esquina con la 69, es uno de los atractivos del barrio y del Centro Histórico de Mérida.
La parroquia fue construida en el último tercio del siglo XVIII, interviniendo en su construcción los Obispos Ignacio de Padilla y Estrada y Fr. Luis de Piña y Mazo.
Don Gonzalo Cámara Zavala, en su libro “Catálogo Histórico de Mérida”, menciona que una de las características de esta parroquia es su gran concha que corona la portada central, la cual es única en las iglesias de Mérida y le da un bello aspecto.

## Parque de San Cristóbal
En el mismo documento, Cámara Zavala señala que el nombre oficial del parque de San Cristóbal es de “La Reforma”.
El parque está situado frente a la fachada principal del templo. La plazuela también es conocida con el nombre de García Rejón, ya que en el centro del jardín está colocado un sencillo monumento coronado con una urna cineraria.
La inscripción del monumento dice: 

“A la memoria del ilustre yucateco Joaquín García Rejón. La junta patriótica se San Cristóbal erigió este monumento que fue inaugurado en las fiestas del Centenario de la Nación el día 15 de septiembre de 1910”.

## Mercado
Es el barrio más dinámico del Centro Histórico de esta ciudad colonial, ya que alberga los mercados “Lucas de Gálvez” y “San Benito”.

## Tradición centenaria de la fiesta del barrio
Los festejos en el barrio de San Cristóbal a la “Patrona de Todos los Mexicanos”, como se denomina a la Virgen de Guadalupe, tienen una tradición de más de 100 años.
Los festejos iniciaron tras la llegada de la imagen de la Guadalupana, que se dice fue traída de Cuba a finales del siglo XIX por el sacerdote Crescencio Cruz. Aunque la celebración tiene como día cumbre el 12 de diciembre, su fiesta se planea desde mediados de noviembre, ya que hay que reservar un lugar para las peregrinaciones y la llegada de los tradicionales antorchistas.